# Perfect Choice
Perfect Choice es la marca comercial de la empresa Master Choice, que es una empresa mexicana dedicada a la producción y distribución de dispositivos tecnológicos que inició sus operaciones en enero de 1993. Los productos desarrollados por la empresa van desde dispositivos auxiliares para equipos de cómputo como ratones y teclados; accesorios como mochilas y portafolios; hasta accesorios para equipos de audio y entretenimiento. La marca cuenta con la certificación «Made for iPhone/iPod», otorgada directamente por Apple.

## Historia

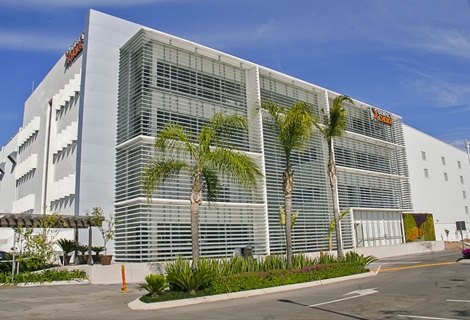
Campus

Felipe Coronado, era empleado de Hewlett Packard hasta que en 1992 decidió fundar su propia empresa en compañía de su esposa Cecilia Valdez, en enero de 1993 iniciaron operaciones como Master Choice. La empresa fue establecida en Guadalajara, Jalisco, y se convertiría en la primera en Latinoamérica en dedicarse exclusivamente a la fabricación de accesorios de cómputo y la primera en distribuir estos productos a través de las tiendas de las cadenas comerciales de México.
Después de dieciocho años de comercializar sus productos a nivel nacional, iniciaron su expansión hacia los mercados de Centroamérica y Sudamérica en 2011, comenzando por Chile, para después continuar con Colombia, Venezuela, Argentina, Nicaragua, Costa Rica, la República Dominicana, Honduras, Belice, Guatemala, El Salvador y Panamá.
En 2013, la compañía se mudó al Pueblo de Santa Anita, también en el estado de Jalisco, donde construyeron sus instalaciones al estilo «campus corporativo», semejante al de algunas empresas de los Estados Unidos y Europa, donde los empleados cuentan con espacios para el descanso y el entretenimiento.
Para 2014, tras veinte años de existencia, Perfect Choice cuenta con oficinas en China, y Chile, sus productos se distribuyen en 28 países y tienen ventas anuales de aproximadamente 20 millones de dólares.